# Tjurruru
Tjurruru är ett utdött australiskt språk. Tjurruru talades i Väst-Australien. Tjurruru tillhörde de pama-nyunganska språken. År 1986 fanns det inga levande talare av språket.